# Literatura de cordel

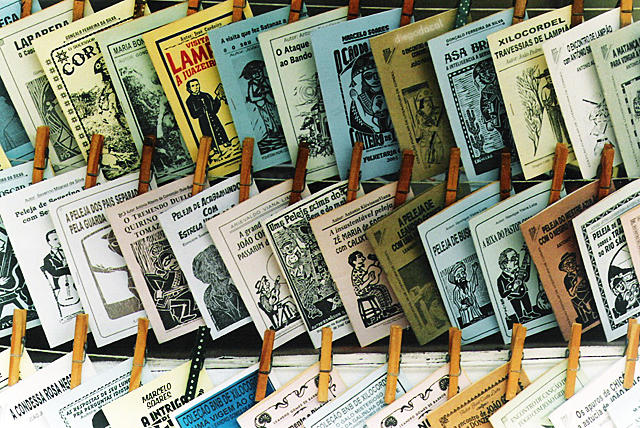
Literatura de cordel

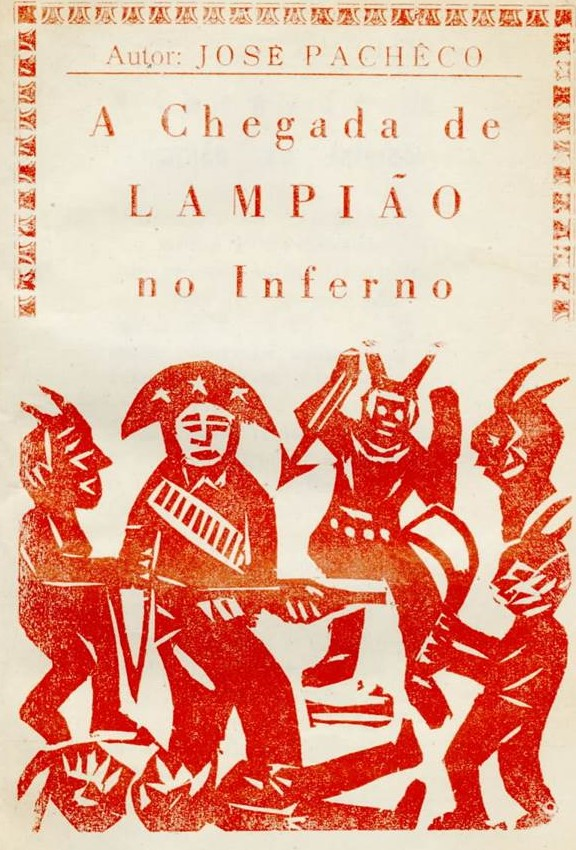
A chegada de Lampião no inferno (Ankunft von Lampião in der Hölle). Die Geschichten um den Cangaceiro Virgulino Ferreira da Silva, genannt Lampião, waren ein beliebtes Thema, Inhalt von José Pachêco da Rocha.

Die Literatura de cordel (portugiesisch; „Schnur-Literatur“) ist eine in kleinformatigen Heften erscheinende Form brasilianischer Volksliteratur. Diese Hefte waren über lange Zeit hinweg im Nordosten Brasiliens die einzigen verfügbaren Massenmedien.

## Geschichte
Die „Literatura de Cordel“ geht auf europäische Erzähltraditionen aus der frühen Neuzeit zurück. Zu Beginn des 17. Jahrhunderts wurde sie durch Einwanderer nach Brasilien gebracht. Es entstand daraus eine brasilianische Literaturform, die einheimische Legenden und afrikanische Erzähltraditionen sowie Einflüsse europäischer Einwanderer aufnahm. Die Publikation erfolgte in Heften, die ursprünglich im Nordosten Brasiliens erschienen. Es wurde die Sprache des einfachen Volkes verwendet, wobei grammatikalische Regeln ignoriert und auch neue Wörter geschaffen wurden. Am häufigsten wurden aus sechs Versen bestehende Strophen verwendet, wobei jeder Vers sieben Silben enthielt. Die Hefte umfassen 8, 16 oder 32, selten 64 Seiten. Der Umstand, dass die Hefte an den Verkaufsstellen für gewöhnlich mit Klammern an Schnüren befestigt sind, führte zu dem Namen „Literatura de Cordel“ (auf Deutsch etwa: „Literatur an der Schnur“).
Die „Literatura de Cordel“ ist auf die Interessen und den Geschmack des Publikums ausgerichtet. Ihre Inhalte behandeln alle Themen, die Gegenstand der Kommunikation in der Gesellschaft sind. Einige Hefte berichten über Geschehnisse aus verschiedenen Teilen Brasiliens, über Verbrechen, historische Ereignisse oder das Leben von Heiligen, Schriftstellern, Politikern oder regional bedeutsamen Personen. Die Deckblätter wurden mit Holzschnitten, später auch mit Photographien gestaltet. In der zweiten Hälfte des 20. Jahrhunderts konnte die „Literatura de Cordel“ ihren wichtigen Platz im Spektrum der brasilianischen Massenmedien behaupten, auch wenn immer wieder von ihrem Niedergang gesprochen wurde. In den 1960er und 1970er Jahren erwachte sowohl im In- als auch im Ausland das wissenschaftliche Interesse an „Cordel“. Inzwischen gibt es zahlreiche literatur- und sozialwissenschaftliche Arbeiten über diese Gattung. Das Ibero-Amerikanische Institut besitzt eine große Sammlung von „Cordel“-Heften. Aktuelle „Cordel“-Texte findet man im Internet.